# شاپرکان جغدی آکانثولیپس
شاپرکان جغدی آکانثولیپس(نام علمی: Acantholipes) نام یک سرده از تیره شاپرکان جغدی است.